# Archidiocèse de Bertoua
 (juillet 2022).
L’ archidiocèse de Bertoua est un archidiocèse métropolitain de l'Église catholique au Cameroun. Son siège est la cathédrale de la Sainte-Famille.

## Histoire
Le diocèse est érigé le 17 mars 1983 à partir du diocèse de Doumé. Une partie de son territoire est détachée le 20 mai 1991 pour former le diocèse de Batouri, puis de nouveau le 3 février 1994 pour créer celui de Yokadouma.
Le 11 novembre 1994, il est élevé au rang d'archidiocèse.

## Géographie
Le diocèse s’étend sur 26 320 km2. Il a pour suffragants les diocèses de Batouri, Doumé-Abong' Mbang et Yokadouma.
```
En 2015, il compte quarante-cinq 
paroisses
 regroupées en cinq 
vicariats
[
1
]
.
```

## Enseignement
Les évêques de la province ecclésiastique de Bertoua ont créé, en 2007, l’Institut universitaire catholique de Bertoua. On trouve également à Bertoua un grand séminaire interdiocésain,.

## Liste des évêques et archevêques

### Évêque
- 17 mars 1983 - 11 novembre 1994 : Lambertus van Heygen, C.I.C.M., promu archevêque

### Archevêques
- 11 novembre 1994 - 3 juin 1999 : Lambertus van Heygen, C.I.C.M.
- 3 juin 1999 - 3 décembre 2009 : Roger Pirenne, C.I.C.M.
- depuis le 3 décembre 2009 : Joseph Atanga S.J.